# Ancistrothyrsus
- Commons
- Wikispecies

Ancistrothyrsus Harms  é um género botânico pertencente à família Passifloraceae.

## Espécies
Apresenta duas espécies:
- Ancistrothyrsus hirtellus
- Ancistrothyrsus tessmannii